# Stoichkov (cầu thủ bóng đá Tây Ban Nha)
Juan Diego Molina Martínez (sinh ngày 5 tháng 11 năm 1993), hay còn được biết đến với biệt danh Stoichkov, là một cầu thủ bóng đá chuyên nghiệp người Tây Ban Nha hiện tại đang thi đấu ở vị trí tiền vệ cho câu lạc bộ SD Eibar tại Segunda División. Anh đã có hơn 170 lần ra sân tại Segunda División và ghi hơn 60 bàn thắng cho Mallorca, Alcorcón, Sabadell và Eibar, chơi ở các cấp độ thấp hơn cho đến gần 25 tuổi.

## Sự nghiệp thi đấu

### Đầu sự nghiệp
Sinh ra ở San Roque, Cádiz, Andalucia, Stoichkov nhận được biệt danh theo tên tiền đạo của câu lạc bộ FC Barcelona những năm 1990, Hristo Stoichkov. Cha của anh, người đã gặp cầu thủ của Đội tuyển bóng đá quốc gia Bulgaria khi làm việc tại một quán bar ở Barcelona, muốn đặt tên cho con trai mình là Stoichkov nhưng đã bị mẹ anh phủ quyết.
Stoichkov từng thi đấu cho RCD Espanyol ở vùng Catalunya. Vào ngày 20 tháng 7 năm 2012, anh gia nhập CP Cacereño tại Segunda División B, nhưng dành phần lớn thời gian của mình cho đội dự bị.
Vào ngày 5 tháng 9 năm 2013, Stoichkov ký hợp đồng với CD San Roque tại Tercera División, nơi mà anh đã thi đấu khi còn trẻ. Trước mùa giải 2014–15, anh ra nước ngoài lần đầu tiên trong sự nghiệp và gia nhập Europa F.C. ở Gibraltar, thi đấu ở vòng loại UEFA Europa League trước khi gia nhập San Roque vào tháng 12 năm 2014.
Vào ngày 28 tháng 1 năm 2016, Stoichkov chuyển đến Real Balompédica Linense ở giải hạng ba. Anh ngay lập tức trở thành cầu thủ đá chính thường xuyên cho đội bóng và ghi 10 bàn thắng cho họ trong mùa giải 2017–18.

### Mallorca
Vào ngày 6 tháng 7 năm 2018, Stoichkov ký hợp đồng 4 năm với RCD Mallorca, tân binh của Segunda División lúc bấy giờ. Anh ra mắt chuyên nghiệp cho đội bóng vào ngày 7 tháng 9, khi vào sân ở hiệp hai thay cho Carlos Castro trong chiến thắng 1–0 trên sân nhà trước Cádiz CF.
Stoichkov ghi bàn thắng chuyên nghiệp đầu tiên vào ngày 27 tháng 10 năm 2018, bàn gỡ hòa trong trận hòa 2–2 trên sân nhà trước UD Las Palmas. Anh đã đóng góp 3 bàn thắng ở giải quốc nội trong mùa giải 2018–19, góp phần giúp đội bóng thăng hạng lên La Liga.

#### Cho mượn tại Alcorcón
Vào ngày 20 tháng 7 năm 2019, Stoichkov gia nhập AD Alcorcón the bản hợp đồng cho mượn một năm. Trong mùa giải 2019–20, anh đứng thứ 4 trong danh sách vua phá lưới của giải đấu với 16 bàn thắng.

#### Cho mượn tại Sabadell
Vào ngày 5 tháng 10 năm 2020, Stoichkov gia nhập CE Sabadell FC dưới dạng cho mượn ở mùa giải 2020–21. Anh ghi 11 bàn thắng, trong đó có một cú đúp ở trận hòa 2–2 trên sân nhà với Girona FC, nhưng đội bóng phải xuống hạng vào cuối mùa.

### Eibar
Vào ngày 21 tháng 7 năm 2021, Stoichkov chuyển đến SD Eibar bằng hợp đồng kéo dài 3 năm. Anh mở tài khoản của mình với hai bàn thắng trong chiến thắng 3–2 trước Real Sociedad B vào ngày 11 tháng 9, ghi thêm một cú đúp nữa để giành chiến thắng trên sân nhà trước Sporting de Gijón với tỷ số tương tự 8 ngày sau đó. Anh giành danh hiệu Cầu thủ xuất sắc nhất tháng 10 với 3 bàn sau 5 trận.
Stoichkov bị đuổi khỏi sân lần đầu tiên trong sự nghiệp của mình vào ngày 6 tháng 3 năm 2022, trong trận thua 4–1 trước FC Cartagena, nơi anh đã ghi bàn thắng mở tỉ số trận đấu. Án treo giò của anh đã bị hủy bỏ khi Liên đoàn bóng đá Hoàng gia Tây Ban Nha ra phán quyết rằng anh không từ chối cơ hội ghi bàn rõ ràng của đối thủ. Anh kết thúc mùa giải 2021–22 với 21 bàn thắng, xếp sau Borja Bastón và Cristhian Stuani, góp phần đưa Eibar lọt vào vòng play-off với vị trí thứ 3 chung cuộc.

## Thống kê sự nghiệp

### Câu lạc bộ
Tính đến trận đấu diễn ra vào ngày 2 tháng 8 năm 2021
| Câu lạc bộ          | Mùa giải            | Giải đấu               | Giải đấu | Giải đấu | Cúp quốc gia | Cúp quốc gia | Châu lục | Châu lục | Khác | Khác | Tổng cộng | Tổng cộng |
| Câu lạc bộ          | Mùa giải            | Hạng đấu               | Trận     | Bàn      | Trận         | Bàn          | Trận     | Bàn      | Trận | Bàn  | Trận      | Bàn       |
| ------------------- | ------------------- | ---------------------- | -------- | -------- | ------------ | ------------ | -------- | -------- | ---- | ---- | --------- | --------- |
| Cacereño            | 2012–13             | Segunda División B     | 3        | 0        | —            | —            | —        | —        | —    | —    | 3         | 0         |
| San Roque           | 2013–14             | Tercera División       | 28       | 8        | —            | —            | —        | —        | —    | —    | 28        | 8         |
| San Roque           | 2014–15             | Tercera División       | 26       | 11       | —            | —            | —        | —        | —    | —    | 26        | 11        |
| San Roque           | Tổng cộng           | Tổng cộng              | 54       | 19       | 0            | 0            | 0        | 0        | 0    | 0    | 54        | 19        |
| Europa              | 2014–15             | Giải bóng đá Gibraltar | ?        | ?        | —            | —            | 2        | 0        | —    | —    | 2+        | 0+        |
| San Roque           | 2015–16             | Tercera División       | 24       | 16       | —            | —            | —        | —        | —    | —    | 24        | 16        |
| Linense             | 2015–16             | Segunda División B     | 15       | 5        | —            | —            | —        | —        | —    | —    | 15        | 5         |
| Linense             | 2016–17             | Segunda División B     | 30       | 9        | —            | —            | —        | —        | —    | —    | 30        | 9         |
| Linense             | 2017–18             | Segunda División B     | 36       | 10       | —            | —            | —        | —        | —    | —    | 36        | 10        |
| Linense             | Tổng cộng           | Tổng cộng              | 81       | 24       | 0            | 0            | 0        | 0        | 0    | 0    | 81        | 24        |
| Mallorca            | 2018–19             | Segunda División       | 16       | 3        | 3            | 0            | —        | —        | 1    | 0    | 20        | 3         |
| Mallorca            | 2020–21             | Segunda División       | 3        | 0        | 0            | 0            | —        | —        | 0    | 0    | 3         | 0         |
| Mallorca            | Tổng cộng           | Tổng cộng              | 19       | 3        | 3            | 0            | 0        | 0        | 1    | 0    | 23        | 3         |
| Alcorcón (mượn)     | 2019–20             | Segunda División       | 40       | 16       | 0            | 0            | —        | —        | —    | —    | 40        | 16        |
| Sabadell (mượn)     | 2020–21             | Segunda División       | 37       | 11       | 1            | 1            | —        | —        | —    | —    | 38        | 12        |
| Eibar               | 2021–22             | Segunda División       | 2        | 0        | 0            | 0            | —        | —        | —    | —    | 2         | 0         |
| Tổng cộng sự nghiệp | Tổng cộng sự nghiệp | Tổng cộng sự nghiệp    | 260+     | 89+      | 4            | 1            | 2        | 0        | 1    | 0    | 267+      | 90+       |

1. ↑  Ra sân tại UEFA Europa League
2. ↑  Ra sân tại Vòng play-off thăng hạng